# Cruria synopla
Cruria synopla là một loài bướm đêm trong họ Noctuidae.